# Joan Martorell i Montells
Joan Martorell i Montells (Barcelone, 1833 - idem, 1906) est un architecte catalan. 

## Biographie
Il obtint son titre d'architecte en 1876, et réalisa une œuvre de style Néogothique suivant la mode de l'époque, sous l'influence de Viollet-le-Duc. Ce fut l'un des créateurs du  Cercle artistique de Sant Lluc, le fondateur et premier président du Cercle Barcelonais des Ouvriers, connu comme Cercle Barcelonais de San Joseph Ouvrier. Martorell fut l'un des professeurs de Gaudí, qu'il employa plusieurs fois comme dessinateur et comme architecte assistant auprès de  Josep Maria Bocabella, promoteur du temple de la Sagrada Familia. Ce fut lui qui recommanda Gaudi pour réaliser l'église en 1883.
Martorell réalisa la plus grande partie de son œuvre à Barcelone : le couvent des Adoratrices ((1874), le couvent des Salesiens (1885), la reconstruction de Montsió (1888), le cœur et la coupole de la basilique de la Merced de Barcelone, la restauration du monastère de Pedralbes (1897), le monument à Joan Güell pour la Societat de Crèdit Mercantil dans la grand rue (carrer Ample) (1900), la maison du marquis de Robert (1900), collège des Jésuites du Sarrià, etc. En 1882, il réalisa un projet pour la façade de la Cathédrale de Barcelone, qui reçut de nombreux éloge bien qu'il ne fut pas approuvé.. 
Il est également l'auteur de la réfection de la Tour Can Feliu et de la place du Palais Royal de Pedralbes, réalisé avec la collaboration de Gaudi qui réalisa tout près l'entrée des Pavillons Güells
Hors de Barcelone, il construisit l’église paroissiale de Portbou, celle de Saint Esteve de Castellar, le Palais de Sobrellano (es) à Comillas (1878) et conçut le projet de couvent de  Villaricos à Almería (1882]), en collaboration avec Gaudí. Pour le Rosaire monumental de Montserrat, il construisit le quatrième et cinquième Mystère de la joie, le Quatrième mystère de la Douleur et le troisième mystère de la Gloire.